# Tamara Taylor
Tamara Taylor (Toronto, 1970. szeptember 27. –) kanadai televíziós színésznő.  
Leghíresebb szerepe Dr. Camille Saroyan, a Törvényszéki Intézet vezetője a Dr. Csont című bűnügyi sorozatban.

## Élete és pályafutása
Torontóban született, barbadosi–kanadai apától és skót–kanadai anyától. Otthagyta a középiskolát, hogy kipróbálja a modellkedést és világot lásson, édesanyja támogatta döntését.
Feltűnt a CBS Agy-kontroll című orvosi drámasorozatában, majd egy szappanopera, a Szex, hazugság, szerelem szereplője lett. Vendégszerepelt az NCIS, a Gyilkos számok, a Lost – Eltűntek, a CSI: Miami helyszínelők, a Nyomtalanul, az Ötösfogat és a Dawson és a haverok epizódjaiban.   
Első nagyjátékfilmje az 1988-as Az érzékek borzadalma című romantikus vígjáték volt, melyben Marlon Wayans szerelmeként szerepelt. Debrah Simmonst játszotta a hasonló műfajú Egy dühös asszony naplója című 2005-ös filmben. Halle Berry legjobb barátnőjét alakította a Fekete csillag (1999) című életrajzi filmben. Kisebb szerepben a Serenity (2005) című űrwesternben is látható volt, mely Joss Whedon Firefly című televízió sorozatának a befejező filmje volt. A Serenity-ben nyújtott alakítása bejuttatta őt egy meghallgatásra, egy közös műsorra David Boreanaz színésszel.
A Dr. Csont második évadjának első részében tűnt fel először Dr. Camille Saroyan szerepében. Az évad első hat epizódjában vendégsztárként szerződött, mert Hart Hanson író a szereplő meggyilkolását tervezte a 12. részben – amikor is Howard Epps sorozatgyilkos  megmérgezi őt, ezzel is növelve a feszültséget a két főszereplő között. Azonban Saroyan megformálásával olyan népszerű lett a nézők körében, hogy az írók felajánlottak neki egy állandó szerepet a sorozatban. Így a 7. epizódtól főszereplőként tüntették fel, egészen a sorozat végéig.

## Magánélete
Neve Campbell másodunokatestvére, akivel az Ötösfogat című sorozatban szerepelt. 
2007-ben feleségül ment Miles Cooley ügyvédhez, de a házaspár 2012 májusában elvált.  

## Filmográfia

### Film
| Év   | Magyar cím                             | Eredeti cím                       | Szerep                        | Magyar hang    |
| ---- | -------------------------------------- | --------------------------------- | ----------------------------- | -------------- |
| 1998 | Az érzékek borzadalma                  | Senseless                         | Janice Tyson                  | Németh Borbála |
| 2005 | Egy dühös asszony naplója              | Diary of a Mad Black Woman        | Debrah Simmons                |                |
| 2005 | Serenity                               | Serenity                          | tanárnő                       | Oláh Orsolya   |
| 2007 |                                        | Gordon Glass                      | Karen                         |                |
| 2011 |                                        | Shuffle                           | Linda                         |                |
| 2015 | Az Igazság Ligája: Istenek és szörnyek | Justice League: Gods and Monsters | Bekka / Wonder Woman (hangja) | Bata Éva       |
| 2017 |                                        | August Falls                      | Mina                          |                |
| 2022 |                                        | Diary of a Spy                    | Anna                          |                |

### Televízió
| Év        | Magyar cím                               | Eredeti cím                                  | Szerep                         | Megjegyzések                               |
| --------- | ---------------------------------------- | -------------------------------------------- | ------------------------------ | ------------------------------------------ |
| 1988–1992 |                                          | A Different World                            | statiszta                      | 3 epizód                                   |
| 1992      |                                          | Freshman Dorm                                | Carla                          | 1 epizód                                   |
| 1996–1997 | Ötösfogat                                | Party of Five                                | Grace Wilcox                   | 16 epizód                                  |
| 1998      | Dawson és a haverok                      | Dawson's Creek                               | Laura Weston                   | 2 epizód                                   |
| 1999      | A kiválasztott – Az amerikai látnok      | Early Edition                                | Meredith Armstrong             | 1 epizód                                   |
| 1999      |                                          | Providence                                   | Tracy Doyle                    | 1 epizód                                   |
| 1999      | Fekete csillag                           | Introducing Dorothy Dandridge                | Geri Nicholas                  | tévéfilm                                   |
| 2000      |                                          | City of Angels                               | Dr. Ana Syphax                 | 14 epizód                                  |
| 2002–2003 |                                          | Hidden Hills                                 | Sarah Timmerman                | 18 epizód                                  |
| 2003      | Csodák                                   | Miracles                                     | Dr. Linda Qualey               | 1 epizód                                   |
| 2003      | Everwood                                 | Everwood                                     | Dr. Lence                      | 1 epizód                                   |
| 2003      |                                          | Becker                                       | Dana McCall                    | 1 epizód                                   |
| 2003      | Nyomtalanul                              | Without a Trace                              | Tracy McAllister               | 1 epizód                                   |
| 2004      | A körzet                                 | The District                                 | Midge Halpern ügynök           | 1 epizód                                   |
| 2004      | Sírhant művek                            | Six Feet Under                               | Inez                           | 1 epizód                                   |
| 2004      | CSI: Miami helyszínelők                  | CSI: Miami                                   | Dr. Leslie Harrison            | 1 epizód                                   |
| 2004      |                                          | One on One                                   | Judy                           | 1 epizód                                   |
| 2005      | Lost – Eltűntek                          | Lost                                         | Susan Porter                   | 2 epizód                                   |
| 2005      | Szex, hazugság, szerelem                 | Sex, Love & Secrets                          | Nina                           | 8 epizód                                   |
| 2005–2006 | NCIS                                     | NCIS                                         | Cassie Yates különleges ügynök | 1 epizód                                   |
| 2006      | Gyilkos számok                           | Numbers                                      | Olivia Rawlings                | 1 epizód                                   |
| 2006      | Agy-kontroll                             | 3 lbs                                        | Della                          | 1 epizód                                   |
| 2006–2017 | Dr. Csont                                | Bones                                        | Dr. Camille Saroyan            | 223 epizód                                 |
| 2015      | Gordon Ramsay – A pokol konyhája         | Hell's Kitchen                               | önmaga                         | 1 epizód                                   |
| 2015      | Készen kapott család                     | Reluctant Nanny                              | Andrea Moore                   | - tévéfilm - magyar hangja: - Törtei Tünde |
| 2015      |                                          | Justice League: Gods and Monsters Chronicles | Bekka / Wonder Woman (hangja)  | 1 epizód                                   |
| 2018      | Valós halál                              | Altered Carbon                               | Oumou Prescott                 | 5 epizód                                   |
| 2019      | L: A Q generáció                         | The L Word: Generation Q                     | Maya                           | 1 epizód                                   |
| 2020      | A szörnyvadász család                    | October Faction                              | Deloris Allen                  | - 10 epizód - magyar hangja: - Antal Olga  |
| 2020      | A S.H.I.E.L.D. ügynökei                  | Agents of S.H.I.E.L.D.                       | Sibyl                          | 5 epizód                                   |
| 2021      | Esküdt ellenségek: Különleges ügyosztály | Law & Order: Special Victims Unit            | Angela Wheatley                | 1 epizód                                   |
| 2021–2022 |                                          | Law & Order: Organized Crime                 | Angela Wheatley                | 15 epizód                                  |
| 2023      | Fehér hó                                 | Snowfall                                     | Cassandra Turner               | 5 epizód                                   |